# Dunes de Plouhinec
 (novembre 2013).
Les dunes de Plouhinec ou dunes du Mât Fénoux  sont des dunes protégées situées sur la commune de Plouhinec dans le département du Morbihan. Ces dunes sont un sous-ensemble du massif dunaire de Gâvres-Quiberon qui s'étend entre la presqu'île de Gâvres et le fort de Penthièvre.

## Protection
Les dunes de Plouhinec sont placées sous la protection du conservatoire du littoral depuis 1983.

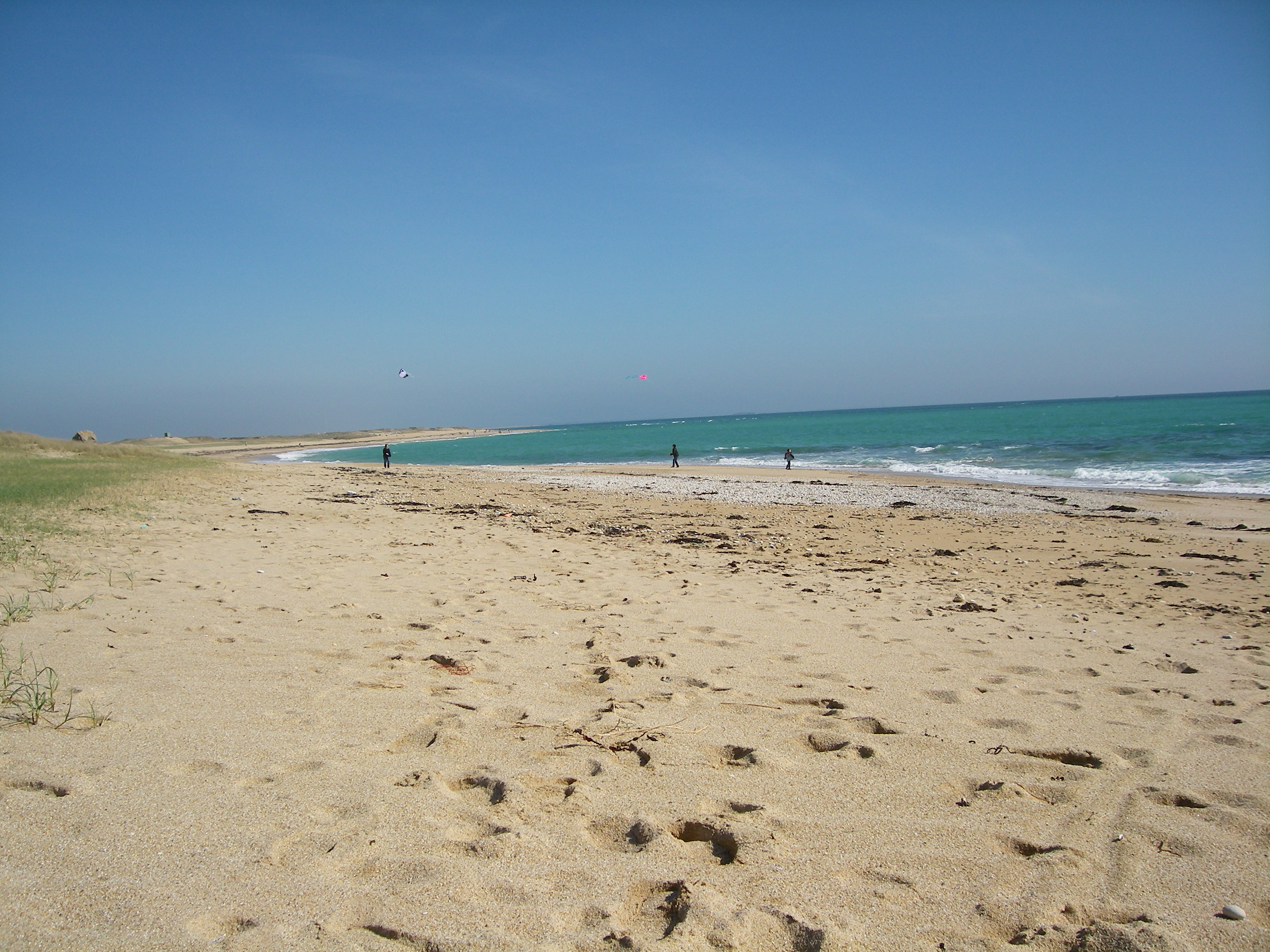
La plage de Lines à Plouhinec.

## Écologie

### Flore
La flore littorale comprend de nombreuses espèces : champignons, mousses, fougères, plantes à fleurs.
À l'intérieur des terres, les ronces, ajoncs, tamaris, prunelliers, pins et cyprès se développent aisément.
Le liparis de Loesel, une rare variété d'orchidées, se développe dans la bordure des zones humides.

### Faune
Les vasières et la plage accueillent régulièrement les laridés, anatidés et limicoles, migrateurs et hivernants principalement côtoient des huîtriers pie, tournepierres à collier, pluviers guignard et barges rousses.

## Histoire
Les empreintes laissées par l'histoire sont récentes : le mur de l'Atlantique, l'exploitation intensive de carrières et le développement du tourisme.

## Historique de la préservation
Le conservatoire du littoral a acquis 250 hectares de ces milieux.
Le site est intégré au périmètre de l'Opération Grand site (OGS) national Gâvres-Quiberon.
Le collectif "Le peuple des dunes" a été créé le 28 décembre 2006 à Gâvres afin de s'opposer aux projets d'extraction de granulat marin au large du Massif dunaire de Quiberon-Gâvres. Une manifestation a notamment été organisée le dimanche 25 mars 2007 à Erdeven sur la plage de Kerhillio.